# Wierzchy (powiat pleszewski)
Wierzchy (dawniej: Holendry Wierzchy) – wieś w Polsce położona w województwie wielkopolskim, w powiecie pleszewskim, w gminie Gizałki.

## Administracja
Do 1954 roku siedziba gminy Szymanowice. W latach 1975–1998 miejscowość należała administracyjnie do województwa kaliskiego.

## Historia
Wieś była wymieniana w XVIII wieku, jako Holendry Wierzchy – była osadą olęderską, a osadników sprowadził lokalny właściciel – Sęp-Szarzyński. W 1872 we wsi istniały: szkoła, drewniana kaplica kryta słomą oraz ewangelicki cmentarz. Do 1960 siedziba gminy Szymanowice. Istniała tu wówczas poczta i areszt gminny. W latach 60. XX wieku powstała asfaltowa droga do Gizałek. Częścią wsi są Gizałki-Las (dawniej: Alfredów).

## Zabytki
We wsi pozostałości cmentarza ewangelickiego z licznymi nagrobkami i krzyżami (rosną tu lipy o obwodzie do 400 cm), wiatrak (przebudowany w latach 90. XX wieku), a także odkrywka rudy darniowej (w północnej części wsi). We wsi stoją też domy z rudy darniowej. Jesienią okolice wsi przyciągają amatorów grzybobrań.

## Galeria

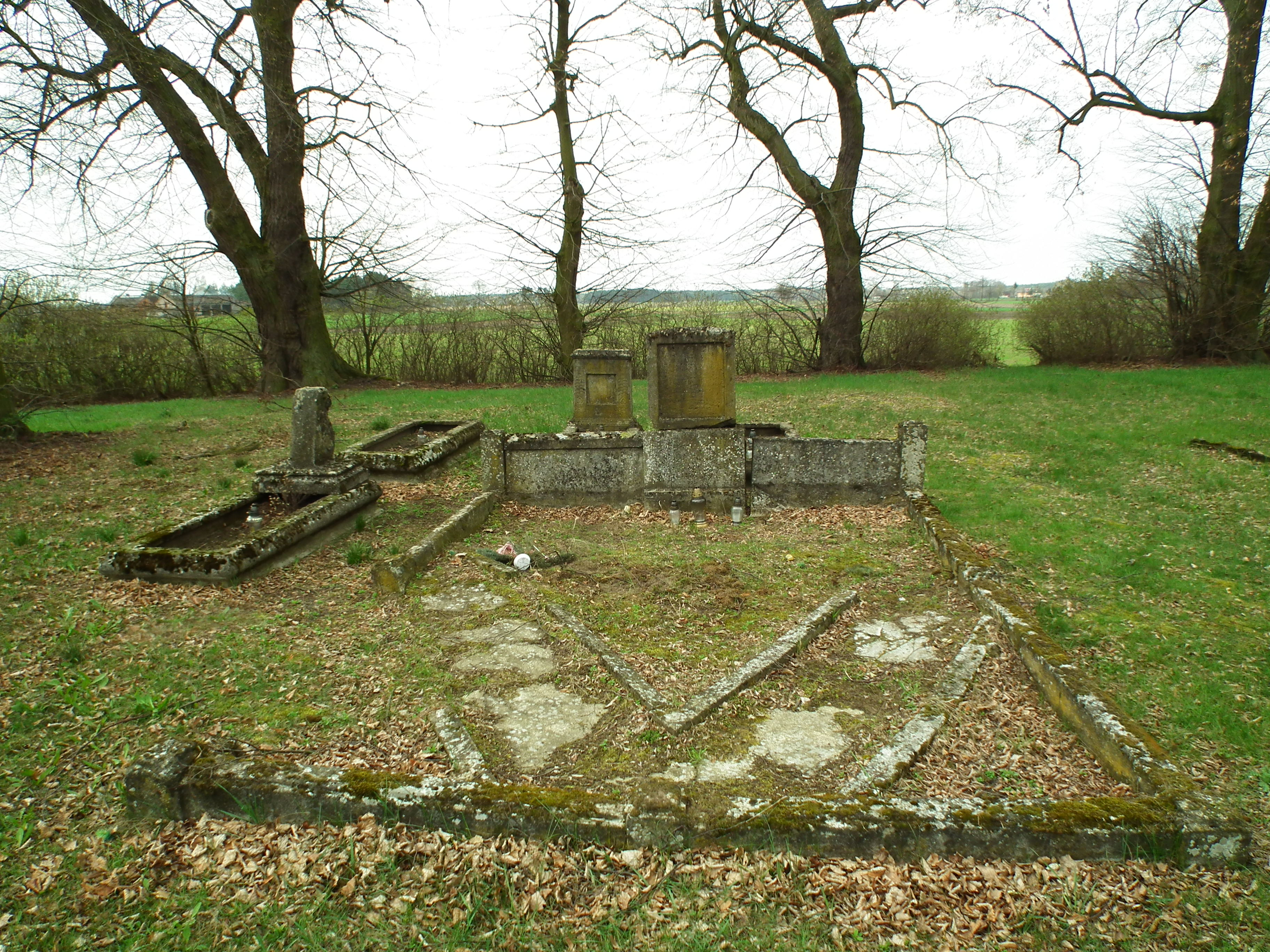
Fragment cmentarza
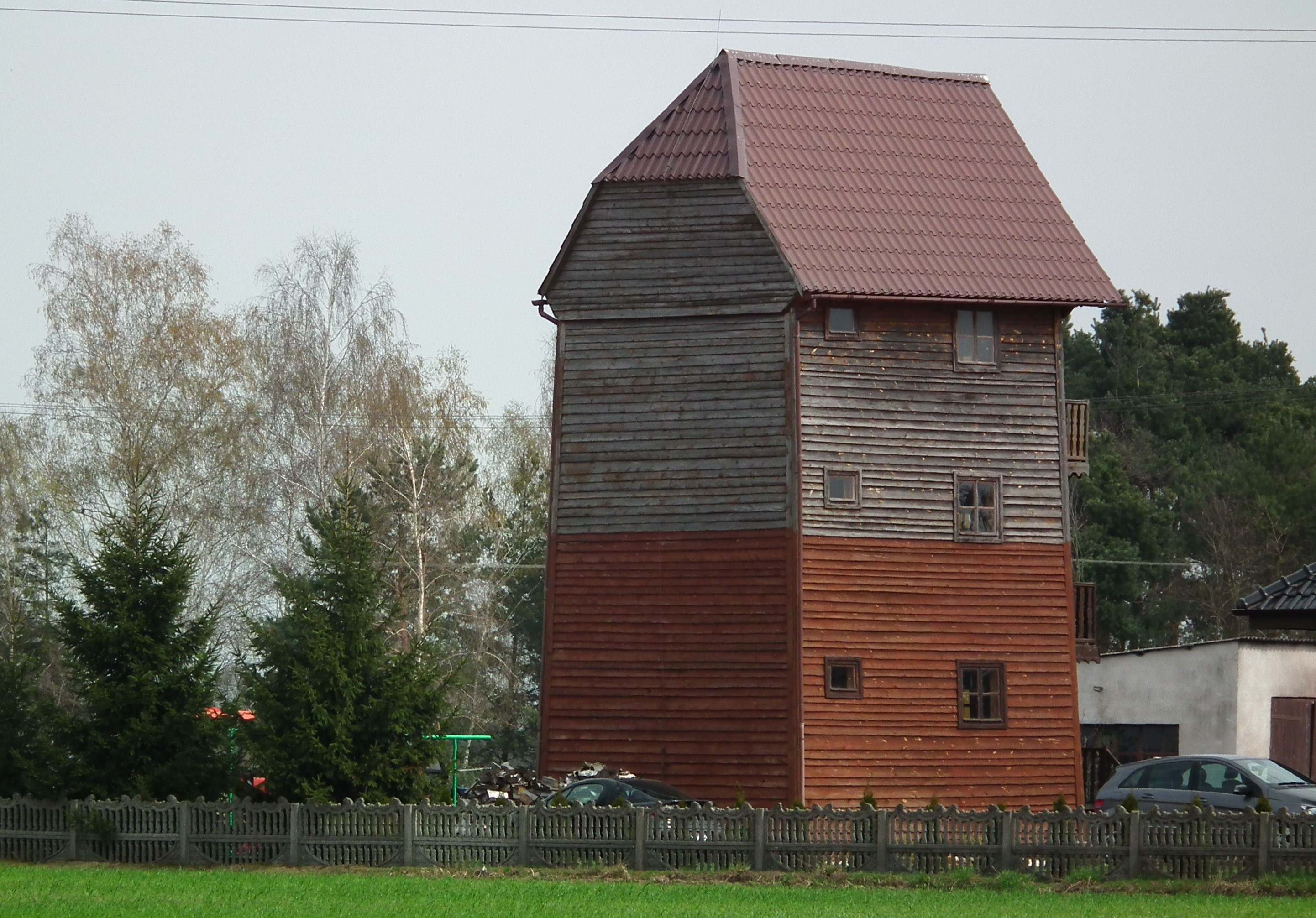
Wiatrak
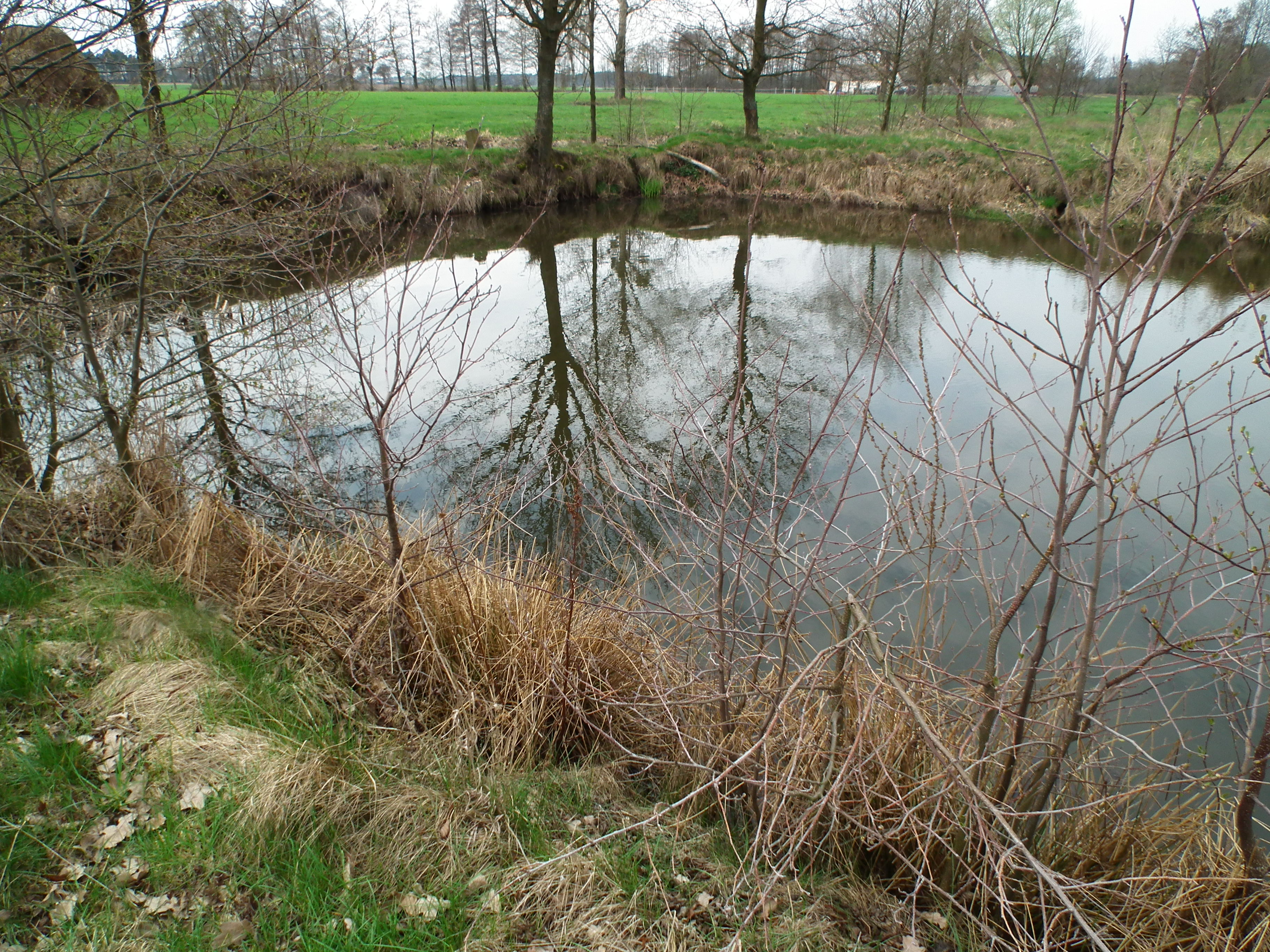
Odkrywka rudy darniowej